# El tres cuartos desaparecido
El tres cuartos desaparecido es uno de los 56 relatos cortos sobre Sherlock Holmes escrito por Arthur Conan Doyle. Fue publicado originalmente en The Strand Magazine y posteriormente recogido en la colección El regreso de Sherlock Holmes.

## Argumento
La eterna rivalidad entre las dos grandes universidades inglesas, Oxford y Cambridge, va más allá del campo académico y se extiende principalmente al terreno deportivo. La desaparición del mejor jugador del equipo de rugby de Cambridge, en vísperas de un enfrentamiento con Oxford, se convierte en un grave problema capaz de merecer la intervención del Napoleón de los detectives.
Los expertos sitúan este caso entre 1896 y 1898, y Watson lo saca a la luz siete u ocho años después. Una sombría mañana de febrero llega al 221-B de Baker Street un extraño telegrama: "Por favor, espéreme. Terrible desgracia. Desaparecido tres-cuartos ala derecha, indispensable mañana. Overton." A tan inteligible mensaje le sigue la visita de Cyril Overton, firmante del telegrama y capitán del equipo de rugby de Cambridge. El muchacho visita a Holmes, siguiendo los consejos del inspector Hopkins, para denunciar la desaparición de su amigo y compañero de equipo, Godfrey Stamerton.
Todo parece indicar que se trata de una maniobra de algún desalmado para que Cambridge pierda un importante partido que debe jugar al día siguiente contra Oxford. Pero nada es lo que parece, y Holmes logra desentrañar el caso, que se reduce a una romántica historia de amor prohibido. La diferencia de clases entre un joven y aristocrático heredero y una bella y pobre muchacha con trágico destino, es lo que provoca la triste historia que descubrirá Holmes.